# Franz Poenitz
Franz Poenitz ou Franz von Burkovitz de son nom de naissance (né le 17 août 1850 à Bischofswerder, arrondissement de Rosenberg-en-Prusse-Occidentale, province de Prusse - décédé le 19 mars 1912 à Berlin) est un harpiste et compositeur allemand.

## Biographie

### Enfance et apprentissage
Franz Poenitz et sa sœur leur père dans leur enfance[Quoi ?] tandis que leur mère meurt en donnant naissance au troisième fils de la famille. Sa tante maternelle est l'épouse du violoniste Heinrich Poenitz qui reconnaît le talent du jeune homme et décide d'adopter les deux frères. Franz acquiert ainsi le nom de son père adoptif qui lui enseigne le violon. Il prend des cours de harpe dès 1855 et se produit en Suède avec succès, puis à Berlin en 1858. Il apprend la harpe avec Louis Grimm et la composition avec Carl Friedrich Weitzmann (de).

### Carrière
À l'âge de seize ans, il rejoint l'opéra de la Cour royale à Berlin comme chambriste et devient soliste en 1891. 

## Œuvres
- op. 20 Elegie pour violoncelle, violon et harpe
- op. 21 Melodie im Volkston (G-Dur) pour violon et piano
- op. 22 Friede in Jesu, Hymne avec orgue
- op. 23 Idylle (Weihnachtsstück F-Dur) pour violon et harmonium
- op. 24 Todestanz des Willys pour harpe
- op. 25 Drei Gedichte für Singstimme und Harmonium
- op. 26 Zwei Salonstücke pour violon et harpe
- op. 27 Italienische Romanze (C-Dur) pour harpe
- op. 28 Der Fischer pour chant et harpe
- op. 29 Drei leichte Stücke pour harpe
- op. 30 Der 13. Psalm Davids pour chant et harpe
- op. 31 Traum im Walde, Melodie (E-Dur) pour violon et harmonium
- op. 32 Sinfonietta, a-Moll pour harmonium, violon et violoncelle
- op. 33 Nordische Ballade, es-Moll pour harpe
- op. 34 Lied der Pilger pour chœur de femmes et harmonium
- op. 35 Die Sperlinge, Lied pour 3 voix de femmes
- op. 36 Morgengruß, Hymne pour chant et Harmonium
- op. 37 Kleines Schlummerlied (G-Dur) pour harmonium
- op. 38 Gnomentanz (g-Moll) pour violon et piano
- op. 39 Hymne pour harmonium
- op. 40 Catalonisches Lied (G-Dur) pour harmonium
- op. 41 Erinnerungen an den Hardanger-Fjord pour harmonium
- op. 42 Märchen (Ges-Dur), Solostück pour harpe
- op. 43 Trotzköpfchen
- op. 44 Friedensgruß (F-Dur) pour trompette et harmonium
- op. 45 Fantasie (b-Moll) pour harpe
- op. 47 Bethlehem pour harmonium
- op. 48 In meiner Erinnerung/Die blauen Frühlingsaugen avec harmonium
- op. 49 Es ragt ins Meer der Runenstein avec harmonium
- op. 50 Mag auch die Liebe weinen avec harmonium
- op. 51 Leander avec harmonium
- op. 52 Gavotte/Menuett pour harmonium et violon
- op. 53 Sag’s nicht weiter avec harmonium
- op. 54 Ich finde dich avec harmonium
- op. 55 Sonnenschein avec harmonium
- op. 56 Drei Reiter avec harmonium
- op. 57 In deiner Lieb/Tausendmal avec harmonium
- op. 59 An meine Mutter avec harmonium
- op. 65 Fantasie pour 2 harpes
- op. 67 Gebet pour harpe
- op. 68 Klänge aus der Alhambra pour harpe
- op. 69 Trouvère, Salonstück pour harpe
- op. 73 Capriccio, pour harpe et clarinette
- op. 74 Vineta, Fantasie pour grand orchestre avec harpe
- op. 75 Spukhafte Gavotte pour 2 harpes
- op. 76 Adventklänge, Praeludium pour harpe
- op. 77 Abendfrieden und Nocturne pour harpe
- op. 78 Maskenscherz pour harpe
- op. 79 Am Strand, Fantasie pour violon et harpe
- op. 80 Wikingerfahrt, Fantasie in a-Moll pour 2 harpes

## Discographie
- Franz Poenitz - Works for harp, Laura Vinciguerra, harpe, Brillant Classic 9179.